# Mads Kjeldgaard Andersen
Mads Kjeldgaard Andersen (* 14. Dezember 1996 in Nykøbing Mors) ist ein dänischer Handballspieler.

## Karriere

### Im Verein
Er begann seine Karriere bei Mors Thy Håndbold und spielte für den Verein in der Håndboldligaen. 2019 wurde sein für 2020 geplanter Wechsel zum Ligakonkurrenten Bjerringbro-Silkeborg um ein Jahr vorgezogen. Mit Bjerringbro-Silkeborg lief er in den Spielzeiten 2020/21, 2021/22 und 2022/23 in der European League auf, scheiterte aber jeweils in der zweiten Qualifikations-Runde.  Zur Saison 2023/24 unterschrieb er einen Dreijahresvertrag beim deutschen Erstligisten Bergischer HC. Nach dem Abstieg des Bergischen HC im Jahr 2024 verließ er den Verein und schloss sich dem dänischen Erstligisten Fredericia Håndboldklub an.

### In Auswahlmannschaften
Kjeldgaard Andersen bestritt 13 Länderspiele für die dänische Juniorennationalmannschaft, in denen er sechs Treffer erzielte. Mit der dänischen Auswahl gewann er die Silbermedaille bei der U-21-Weltmeisterschaft 2017.